# Bisdom Cubao
Het bisdom Cubao (Latijn: Dioecesis Cubaoensis) is een rooms-katholiek bisdom met als zetel Cubao, een stadsdistrict van Quezon City, op de Filipijnen. Het bisdom is suffragaan aan het aartsbisdom Manilla. 

## Geschiedenis
Het bisdom werd opgericht op 28 juni 2003, uit delen van het aartsbisdom Manilla. 

## Parochies
Het bisdom had in 2023 een oppervlakte van 76 km2 en telde 1.877.260 inwoners waarvan 78,8% rooms-katholiek was.

## Bisschoppen
- Honesto Flores Ongtioco (28 juni 2003 - 4 oktober 2024)
- Elias Lumayog Ayuban Jr. (4 oktober 2024 - heden)

## Galerij van afbeeldingen

Wapen van het bisdom
Bisschop Honesto Flores Ongtioco (2003-2024), de eerste bisschop

Manilla (aartsbisdom) · Antipolo · Cubao · Imus · Kalookan · Malolos · Novaliches · Parañaque · Pasig · San Pablo